# Makrina Mlajša
Za mater te svetnice glej Sveta Makrina starejša.
Sveta Makrina mlajša, svetnica, * 324, † 379.

## Življenje
Makrina je bila rojena očetu iz Ponta, svetem Baziliju starejšem in materi iz Kapadokije, Sveti Makrini starejši, kot prvi otrok leta 324. Leta 340 se je ponesrečil njen 25-letni zaročenec, zato se je Makrina odločila za asketsko življenje. Čeprav je s tem svojim korakom sprva nasprotovala družini, je kasneje ravno to postalo velikega pomena za usmeritev cele družine. Makrinine sestre in bratje so bili deležni krščanske vzgoje, Gregor, Naukratij in Bazilij pa tudi dobre svetne izobrazbe. Po nekaterih virih lahko celo sklepamo, da je Makrina sama poznala misli stoikov in epikurejcev. Izrazito cerkvene vzgoje je bil deležen le brat Peter.
Živela je v provinci Helepont na Anisi, naselju in družinskem posestvu, blizu škofijskega mesta Ibore. Danes na istem mestu turška vas Sonusa ali Ulkoy, blizu stičišča rek Yesil Irmak (stari Iris) in Kelkit Cayi (stari Likos). Blizu Ibore naj bi bila kapela, od bivališča oddaljena 8 stadijev - (1478 metrov). V njej naj bi ležalo 10 mučencev iz Sebaste, družinska grobnica Bazilija starejšega, njegove žene Emilije in hčere Makrine.
S svojim zgledom je pridobila mater in brate za asketski način življenja. Ker v 4. stoletju samostani v pravem pomenu besede še niso obstajali, so bile nosilke asketskega življenja družine same, domače hiše so spreminjali v samostane. Do takšne spremembe je v Makrinini družini prišlo leta 357. Po smrti očeta in vrnitvi Bazilija mlajšega iz Aten 355 in njegova dokončna odločitev za meniško življenje, materina priključitev Makrininim devicam, Neukratijev in Petrov življenjski slog, so vso družino spremenili v nekakšno »meniško nasledbino«. Njeno življenje, kot življenje celotne družine je bilo podrejeno molitvi, ki je trajala dan in noč, opravljanje dela svobodnih in sužnjev - tkanje platna, peka kruha, obdelovanje zemlje, dobrodelnost,...
Makrina je v svojem delu skrbela za sirote. Čeprav je bila predstojnica ženskega asketskega občestva, po vsej verjetnosti ni bila diakonisa, saj so ta mesta po takratnih zahtevah zapolnjevale ženske vdove, ki so dopolnile 60 let, Makrina pa je umrla že pri 53 letih. Glede njene smrti obstaja mnogo teorij, po najbolj verjetnih razlagah spisov svetega Gregorja naj bi umrla 19. julija 380.